# Cheilanthes capensis
Cheilanthes capensis är en kantbräkenväxtart som först beskrevs av Thunb., och fick sitt nu gällande namn av Olof Peter Swartz. Cheilanthes capensis ingår i släktet Cheilanthes och familjen Pteridaceae. Inga underarter finns listade.